# Jailhouse Rock (песня)
«Jailhouse Rock» (с англ. — «Тюремный рок») — песня, написанная Джерри Либером и Майком Столлером, впервые исполненная известным американским певцом Элвисом Пресли. «Jailhouse Rock» была впервые выпущена синглом 24 сентября 1957 года, одновременно с выходом кинофильма «Тюремный рок» с участием Пресли. Один из авторов песни, Майк Столлер принял участие в съёмках этого фильма.
Песня в исполнении Пресли занимает 67-ю позицию в списке 500 величайших песен всех времён по версии журнала Rolling Stone и была названа одной из «500 песен, которые сформировали рок-н-ролл». Британский журнал New Musical Express включил данную композицию в свой список «500 величайших песен всех времён», разместив её в нём на 235-й позиции.

## Позиции в чартах
«Б» сторона сингла — «Treat Me Nice» US #1 hit (7 недель, осень 1957 года) и UK #1 (3 недели, начало 1958 года).
В 1957 году «Jailhouse Rock» стала ведущей песней в названии альбома-саундтрека к фильму 1957 года — «Тюремный рок». В альбом также вошли песни: «Young and Beautiful» «I Want to be Free», «Don’t Leave Me Now» и «(You’re So Square) Baby I Don’t Care». Альбом лидировал в «Чартах EP» музыкального журнала Billboard и был продан в количестве двух миллионов копий, дважды удостоившись платиновой сертификации RIAA.
В 2005 году песня была повторно выпущена в Великобритании и достигла #1 всего за одну неделю.

## Персонажи и темы
Некоторые из персонажей, упомянутых в песне, являются реальными людьми.
Шифти Генри был хорошо известен как музыкант из Лос-Анджелеса, а не преступник. The Purple Gang была настоящей преступной бандой, а не ритм-группой. Прототипом героя «Bugs», упомянутого в песне, вероятно, является американский гангстер Багси Сигел.
Как отмечает журнал Rolling Stone, часть текста песен, в которых заключённые флиртуют и танцуют друг с другом, может быть намёком на гомосексуальные отношения между заключёнными.

## Чарты и сертификации
| Чарт(1957—1958)                                    | Высшая позиция |
| -------------------------------------------------- | -------------- |
| Australia (Kent Music Report)                      | 3              |
| Бельгия/Фландрия (Ultratop 50)                     | 8              |
| Финляндия (Suomen virallinen lista)                | 7              |
| South Africa (Springbok)                           | 1              |
| Великобритания (OCC UK Singles)                    | 1              |
| US Billboard Hot 100                               | 1              |
| US Billboard Best Sellers in Stores                | 1              |
| US Billboard Most Played by Jockeys                | 1              |
| US Billboard Most Played Country & Western Singles | 3              |
| US Billboard Most Played Rhythm and Blues Singles  | 1              |
| US Billboard Top Selling Country & Western Singles | 1              |
| US Billboard Top Selling Rhythm and Blues Singles  | 1              |
| US Cash Box Magazine Top Country & Western Singles | 1              |

| Чарт(1971)                      | Высшая позиция |
| ------------------------------- | -------------- |
| Великобритания (OCC UK Singles) | 42             |

| Чарт(1974)                     | Высшая позиция |
| ------------------------------ | -------------- |
| Бельгия/Валлония (Ultratop 50) | 9              |
| Нидерланды (Single Top 100)    | 4              |

| Чарт(1977)                      | Высшая позиция |
| ------------------------------- | -------------- |
| Великобритания (OCC UK Singles) | 44             |

| Чарт(2005)                      | Высшая позиция |
| ------------------------------- | -------------- |
| Ирландия (IRMA)                 | 23             |
| Франция (SNEP)                  | 87             |
| Швейцария (Schweizer Hitparade) | 96             |
| Нидерланды (Single Top 100)     | 19             |
| Шотландия (OCC Scotland)        | 1              |
| Швеция (Sverigetopplistan)      | 37             |
| Великобритания (OCC UK Singles) | 1              |

| Чарт(1957)                            | Позиция |
| ------------------------------------- | ------- |
| Australia (Kent Music Report)         | 22      |
| US Billboard (Best Sellers in Stores) | 16      |
| US Singles (Cash Box)                 | 11      |
| Чарт(1958)                            | Позиция |
| South Africa (Springbok)              | 11      |
| Чарт(2005)                            | Позиция |
| UK Singles (Official Charts Company)  | 134     |

| Регион                                                      | Сертификация  | Продажи    |
| ----------------------------------------------------------- | ------------- | ---------- |
| Великобритания (BPI)                                        | Золотой       | 985,500    |
| США (RIAA)                                                  | 2× Платиновый | 2 000 000^ |
| ^ Данные о тиражах приведены только на основе сертификации. |               |            |

## Кавер-версии и примечания

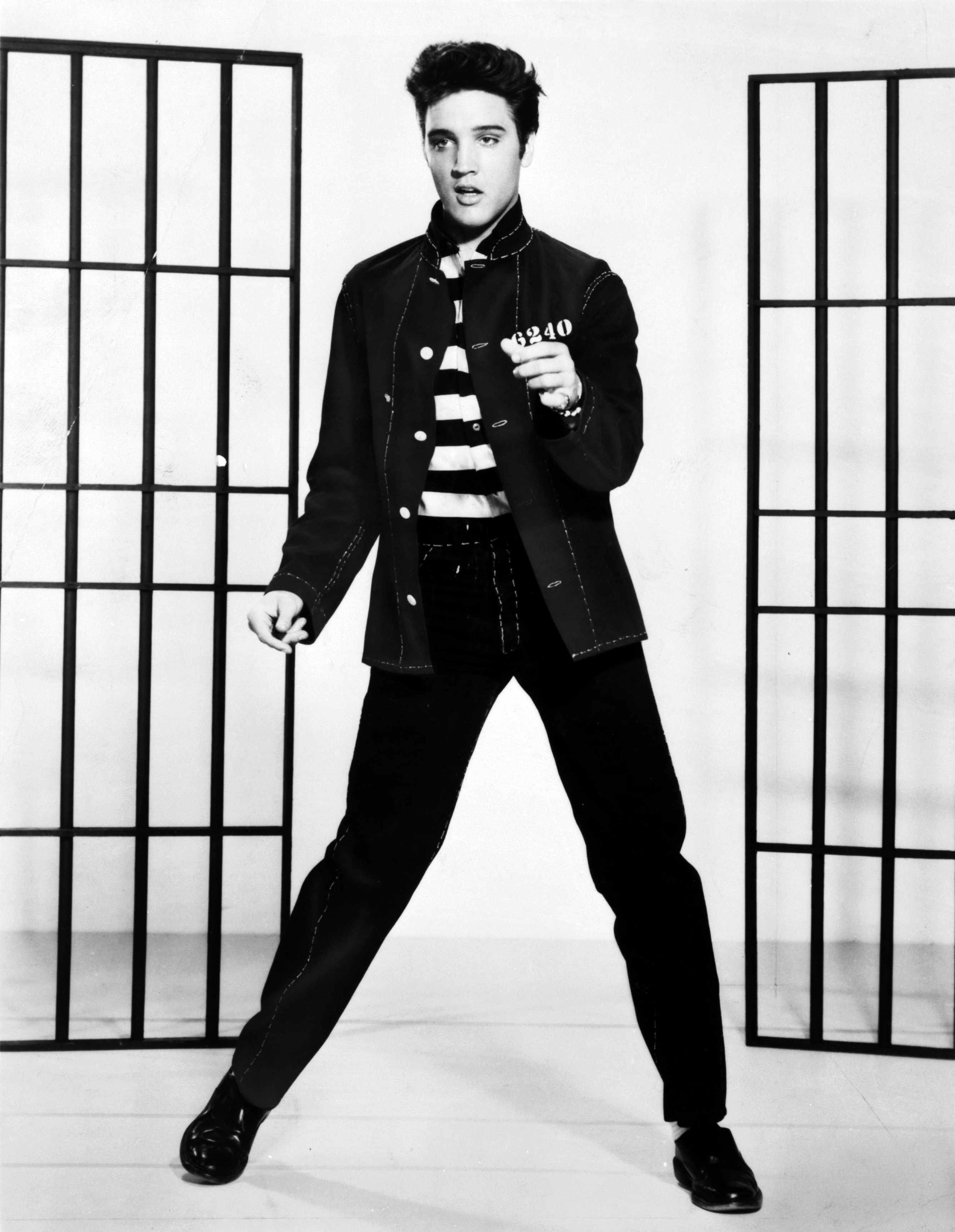
Кадр из фильма «Тюремный рок». Пресли исполняет песню Jailhouse Rock

«Jailhouse Rock» часто исполняется различными музыкантами; например, в 1970-х годах песня входила в музыкальное попурри группы «Queen». В программе «American Idol» песня использовалась в двух сезонах: в 5 Сезоне — песню исполнил Тейлор Хикс (9 мая 2006 года), в 7 сезоне — Дэнни Норьега, исполнивший известный хит 20 февраля 2008 года. Песня была также использована в анимационном фильме компании «Disney» — «Лило и Стич» в финальных титрах фильма.
В эпизоде американского сериала — «Полный дом» Джесси и Бекки исполнили эту песню на свадьбе.
Немецкая рок-группа Spider Murphy Gang названа в честь одного из персонажей в текстах. В романе американского писателя Стивена Кинга — «Кристина», автор упоминает песню «Jailhouse Rock» в сцене, когда автомобиль Бадди Рэпертона, разбивается в аварии в загородном парке.
Запись песни «Jailhouse Rock» также делали:
- Джерри Ли Льюис
- Миранда Ламберт
- Мерл Хаггард
- The Residents
- Mötley Crüe
- Brownsville Station
- The Blues Brothers
- ZZ Top
- The Animals
- Twisted Sister
- The Cramps
- Джон Мелленкамп
- Майкл Болтон
- The Jeff Beck Group (Род Стюарт и Ронни Вуд
- Билли Крэддок
- Адриано Челентано
- Клифф Ричард — на концертах
- ABBA с Оливией Ньютон-Джон и Энди Гибб
- Queen
- Фрэнки Лаймон и The Teenagers
- Дэнни Норьега
- Энрике Гусман
- Карл Перкинс и Майкл Болтон (1994)
- Браво